# Meritor
Meritor, Inc. är ett multinationellt verkstadsföretag med 14 051 anställda och verksamhet i 25 länder, däribland i Sverige Lindesberg.  De tillverkar komponenter till lastbilar och specialfordon. Fabriken i Sverige tillverkar framaxlar samt bakaxlar till tunga fordonsindustrin, framförallt till Volvo Lastvagnar.
Meritor köptes i augusti 2022 av den amerikanska industrikoncernen Cummins.